# Landkreis Eichstätt
Landkreis Eichstätt er en Landkreis i den nordligste del af  Regierungsbezirk Oberbayern i den tyske delstat Bayern.

## Geografi
Landkreises Eichstätts område omfatter den sydlige del af Fränkische Alb og den centrale del af Altmühldalen. Altmühl når ind i området ved  Solnhofen, løber først mod øst, og senere mod nord, og forlader kreisen øst for Beilngries. I den sydligste del strejfer  Donau, og i nordøst  Main-Donau-Kanalen landkreisens område.

### Nabolandkreise
Landkreis Eichstätt grænser i nord til  Landkreisene Roth og Neumarkt in der Oberpfalz, mod øst  Landkreis Kelheim, mod syd  landkreisene Pfaffenhofen an der Ilm og Neuburg-Schrobenhausen og kreisfri by Ingolstadt og mod vest landkreisene Donau-Ries og Weißenburg-Gunzenhausen.

## Byer og kommuner
Kreisen havde 132341  indbyggere pr.  2018-12-31

| Byer 1. Beilngries (9768) 2. Eichstätt, (13525), administrations- og universitetsby Købstæder (Markt) 1. Altmannstein (7001) 2. Dollnstein (2867) 3. Gaimersheim (12158) 4. Kinding (2543) 5. Kipfenberg (5838) 6. Kösching (9695) 7. Mörnsheim (1537) 8. Nassenfels (2220) 9. Pförring (3779) 10. Titting (2671) 11. Wellheim (2732) | Kommuner 1. Adelschlag (3006) 2. Böhmfeld (1665) 3. Buxheim (3732) 4. Denkendorf (4902) 5. Egweil (1201) 6. Eitensheim (3028) 7. Großmehring (7207) 8. Hepberg (2881) 9. Hitzhofen (2926) 10. Lenting (4888) 11. Mindelstetten (1718) 12. Oberdolling (1313) 13. Pollenfeld (2916) 14. Schernfeld (3197) 15. Stammham (4061) 16. Walting (2377) 17. Wettstetten (4989) |

Verwaltungsgemeinschafte
1. Eichstätt
med kommunerne 
 Pollenfeld, Schernfeld ogWalting
2. Eitensheim
med kommunerne 
 Böhmfeld og Eitensheim
3. Nassenfels
med kommunerne 
Adelschlag, Egweil og Nassenfels (Markt)
4. Pförring
med kommunerne 
 Mindelstetten og Oberdolling og Pförring (Markt)

Kommunefrit område  (ubeboet)
- Haunstetter Forst (5,42 km²)